# Aquifère Puelche
L'Aquifère Puelche est une grande nappe phréatique située en Argentine et qui s'étend de façon ininterrompue dans le sous-sol du nord-est de la province de Buenos Aires et notamment de la ville de Buenos Aires et d'une bonne partie de la Pampa. Elle occupe ainsi quelque 230 000 km2.
L'aquifère Puelche héberge 300 milliards de mètres cubes d'eau. Si nous divisons cette quantité par les 6 milliards d'êtres humains qui peuplent la planète, on obtient 50 mètres cubes d'eau pour chacune, ce qui équivaut à autant d'eau qu'une personne consomme comme boisson durant toute sa vie.